# Рональд Брейнбург
Грегор Фланегін Брейнбург (нід. Gregor Flanegin Breinburg; нар. 16 вересня 1991, Арнем, Нідерланди) — нідерландський та арубанський футболіст, півзахисник «АДО Ден Гаг».

## Клубна кар'єра

### «Де Графсхап»
Футболом розпочав займатися у «Вітессе 1892», а в 2003 році перейшов до молодіжної команди «Де Графсхап». За першу команду вище вказаного клубу дебютував 22 вересня 2010 року в домашньому матчі проти «Утрехта». У 2012 році «Де Графсхап» вилетів в Еерстедивізі. Влітку 2014 року його контракт з клубом завершився. Загалом у чемпіонатах Нідерландів за «Де Графсхап» зіграв 92 матчі.

### «Неймеген»
У 2014 році підписав контракт з «Неймегеном». Спочатку виступав у команді разом з Томом Даемом. 3 квітня 2015 року вийшов у стартовому складі переможного (1:0) поєдинку Еерстедивізі проти роттердамської «Спарти». Допоміг команді вийти в Ередивізі і став віце-капітаном команди, після Ренса ван Ейденом. 29 жовтня 2015 року відзначився першими двома голами у професіональній кар'єрі в кубковому матчі проти роттердамської «Спарти». 20 січня 2016 року НЕК оголосив, що Брейнбург продовжив термін дії контракту до літа 2018 року. По завершенні сезону потрапив у номінацію найкращого гравця клубу за підсумками сезону. У серпні 2016 року головний тренер Петер Гібалла призначив Рональда капітаном команди. У січні 2017 року американський «Лос-Анджелес Гелаксі» проявляв інтерес до Брейнбурга. Клуб та гравець погодили особистий контракт, але відступні, запропоновані «Гелексі», були занадто низькими, на думку «Неймегена». Після цього американський клуб зосередився на інших півзахисниках, що завадило Брейнбургу здійснити перехід. У наступному матчі проти «Роди» (Керкраде) 22 січня Рональд реалізував два пенальті, відзначившись своїми першими двома голами в чемпіонаті. 28 травня 2017 року Брейнбург втратив капітанську пов'язку «Немегена» в Еерстедивізі.
Після пониження в класі НЕКа Рональд виявив бажання залишити клуб. Згодом ним зацікавився ізраїльський клуб «Хапоель Іроні» (Кір'ят-Шмона), але, незважаючи на взаємну домовленість між клубами, Брейнбург вирішив не змінювати команду. Однак на початку нового сезону жоден інший клуб не проявляв зацікавленості в півзахиснику, тому Брейнбург розпочав матч першої ліги в якості віце-капітана (новим капітаном став Март Дейкстра). Він зіграв усі 90 хвилин проти «Альмере Сіті». Його контракт закінчився влітку 2018 року і повинен був би подовжуватися лише в тому випадку, якби НЕК вийшов в Ередивізі. Проте команда підвищитися в класі не змогла, тому Брейнбург залишив НЕК вільним агентом.

### «Спарта» (Роттердам)
У серпні 2018 року було оголошено, що Рональд підписав однорічний контракт з роттердамською «Спартою», яка щойно вилетіла у Еерстедивізі. Дебютував за «Спарту» в домашньому матчі 2-го туру чемпіонату проти «Волендама» (2:0). Рональд вийшов на поле за дев'ять хвилин до завершення поєдинку, замінивши Дероя Дуарте. Брейнбург зіграв за «Спарту» всього 20 матчів у сезоні 2018/19 років і вийшов в Ередивізі, через перемогу в плей-оф зі «Спартою». Після завершення сезону «Спарта» оголосила, що термін дії контракту Брейнбурга не буде продовжений.

### «Де Графсхап»
У липні 2019 року вільним агентом залишив «Спарту» (Роттердам) та перейшов до «Де Графсхап». У 2020 році його контракт з клубом завершився.

## Кар'єра в збірній
Дебютував за національну збірну Аруби 11 червня 2015 року в матчі кваліфікації чемпіонату світу проти Барбадосу (0:2).
| Interlands van Gregor Breinburg voor Аруба | Interlands van Gregor Breinburg voor Аруба | Interlands van Gregor Breinburg voor Аруба | Interlands van Gregor Breinburg voor Аруба | Interlands van Gregor Breinburg voor Аруба | Interlands van Gregor Breinburg voor Аруба |
| №                                          | Дата                                       | Матчі                                      | Рахунок                                    | Змагання                                   | Голи                                       |
| Як гравець «Неймегена»                     | Як гравець «Неймегена»                     | Як гравець «Неймегена»                     | Як гравець «Неймегена»                     | Як гравець «Неймегена»                     | Як гравець «Неймегена»                     |
| ------------------------------------------ | ------------------------------------------ | ------------------------------------------ | ------------------------------------------ | ------------------------------------------ | ------------------------------------------ |
| 1.                                         | 11 червня 2015                             | Аруба - Барбадос                           | 0 – 2                                      | кваліфікація ЧС 2018                       |                                            |
| 2.                                         | 15 червня 2015                             | Барбадос - Аруба                           | 0 – 3                                      | кваліфікація ЧС 2018                       |                                            |
| 3.                                         | 4 вересня 2015                             | Сент-Вінсент і Гренадини - Аруба           | 2 – 0                                      | кваліфікація ЧС 2018                       |                                            |
| 4.                                         | 9 вересня 2015                             | Аруба - Сент-Вінсент і Гренадини           | 2 – 1                                      | кваліфікація ЧС 2018                       |                                            |
| 5.                                         | 27 березня 2016                            | Аруба - Сент-Кіттс і Невіс                 | 0 – 2                                      | кваліфікація Карибського кубку 2017        |                                            |
| Як гравець «Спарти» (Роттердам)            |                                            |                                            |                                            |                                            |                                            |
| 6.                                         | 17 жовтня 2018                             | Гваделупа - Аруба                          | 0 – 0                                      | кваліфікація Ліги Націй КОНКАКАФ           |                                            |
| 7.                                         | 22 березня 2019                            | Сент-Люсія - Аруба                         | 3 – 2                                      | кваліфікація Ліги Націй КОНКАКАФ           |                                            |

### Голи за збірну
Рахунок та результат збірної Аруби в таблиці подано на першому місці.
| №  | Дата              | Стадіон                                        | Суперник | Рахунок | Результат | Змагання                      |
| -- | ----------------- | ---------------------------------------------- | -------- | ------- | --------- | ----------------------------- |
| 1. | 15 листопада 2019 | Синтетіт Трек енд Філд Фасиліті, Ленора, Гаяна | Гаяна    | 2–1     | 2–4       | Ліга націй Б КОНКАКАФ 2019/20 |

## Статистика виступів

### Клубна
| Сезон           | Клуб                 | Змагання        | Змагання | Змагання | Кубок | Кубок | Інші кубки | Інші кубки | Загалом | Загалом |
| Сезон           | Клуб                 | Змагання        | Матчі    | Голи     | Матчі | Голи  | Матчі      | Голи       | Матчі   | Голи    |
| --------------- | -------------------- | --------------- | -------- | -------- | ----- | ----- | ---------- | ---------- | ------- | ------- |
| 2010/11         | «Де Графсхап»        | Ередивізі       | 7        | 0        | 1     | 0     | —          | —          | 8       | 0       |
| 2011/12         | «Де Графсхап»        | Ередивізі       | 25       | 0        | 2     | 0     | —          | —          | 27      | 0       |
| 2012/13         | «Де Графсхап»        | Еерстедивізі    | 27       | 0        | 1     | 0     | 4          | 0          | 32      | 0       |
| 2013/14         | «Де Графсхап»        | Еерстедивізі    | 33       | 0        | 0     | 0     | 4          | 0          | 37      | 0       |
| Усього за клуб  | Усього за клуб       | Усього за клуб  | 92       | 0        | 4     | 0     | 8          | 0          | 104     | 0       |
| 2014/15         | «Неймеген»           | Еерстедивізі    | 30       | 0        | 3     | 0     | —          | —          | 33      | 0       |
| 2015/16         | «Неймеген»           | Ередивізі       | 30       | 0        | 3     | 2     | —          | —          | 33      | 2       |
| 2016/17         | «Неймеген»           | Ередивізі       | 33       | 2        | 1     | 1     | 4          | 2          | 38      | 5       |
| 2017/18         | «Неймеген»           | Еерстедивізі    | 36       | 1        | 2     | 0     | 2          | 0          | 40      | 1       |
| Усього за клуб  | Усього за клуб       | Усього за клуб  | 129      | 3        | 9     | 3     | 6          | 2          | 144     | 8       |
| 2018/19         | «Спарта» (Роттердам) | Еерстедивізі    | 19       | 0        | 1     | 0     | 0          | 0          | 20      | 0       |
| Усього за клуб  | Усього за клуб       | Усього за клуб  | 19       | 0        | 1     | 0     | 0          | 0          | 20      | 0       |
| 2019/20         | «Де Графсхап»        | Еерстедивізі    | 24       | 2        | 2     | 0     | —          | —          | 26      | 2       |
| Усього за клуб  | Усього за клуб       | Усього за клуб  | 116      | 2        | 6     | 0     | 8          | 0          | 130     | 2       |
| Загалом за клуб | Загалом за клуб      | Загалом за клуб | 264      | 5        | 16    | 3     | 14         | 2          | 294     | 10      |

Оновлено 3 червня 2020 року. 

## Досягнення
«Неймеген»
- Еерстедивізі
  -  Чемпіон (1): 2014/15

- Найкращий гравець року «Неймегена» (1): 2015/16